# Tillträdande president
En tillträdande president (eng: "president-elect") är en person som blivit vald till president men ännu inte tillträtt posten, som fortfarande tillhör den avgående presidenten (som i USA brukar kallas lame duck).
Liknande benämningar kan även användas på andra ämbeten, till exempel "tillträdande statsminister", och liknande. 